# Puccinia cannae
Puccinia cannae är en svampart som beskrevs av Henn. 1902. Puccinia cannae ingår i släktet Puccinia och familjen Pucciniaceae.   Inga underarter finns listade i Catalogue of Life.